# Strålesyge
Strålesyge (eller strålingssyge) er en sygdom, der kan opstå, hvis man bliver udsat for store mængder ioniserende stråling (normalt højere end 1000 mSv) fra f.eks. kernekraftulykker, radioaktivt affald efter kernevåben og lignende.
Symptomerne skyldes en massiv ødelæggelse af celler og de organer, som har mange celler under deling rammes hårdest. Jo højere mængde stråling, jo kraftigere symptomer. 
Det første symptom er kvalme, som opstår inden for få timer. Senere opstår diarre som følge af, at tarmslimhinden er skadet. Den virkelig farlige del af strålingssygen tager flere uger at udvikle, som er at cellerne i knoglemarven, som er oprindelsen til de røde og hvide blodlegemer, er blevet ødelagt. 
Ubehandlet kan strålingssyge medføre døden, med en populationsvægtet risiko på 50 % ved en dosis på 4000-5000 mSv.